# Cap Smoky
 (avril 2021).
Si vous disposez d'ouvrages ou d'articles de référence ou si vous connaissez des sites web de qualité traitant du thème abordé ici, merci de compléter l'article en donnant les références utiles à sa vérifiabilité et en les liant à la section « Notes et références ».

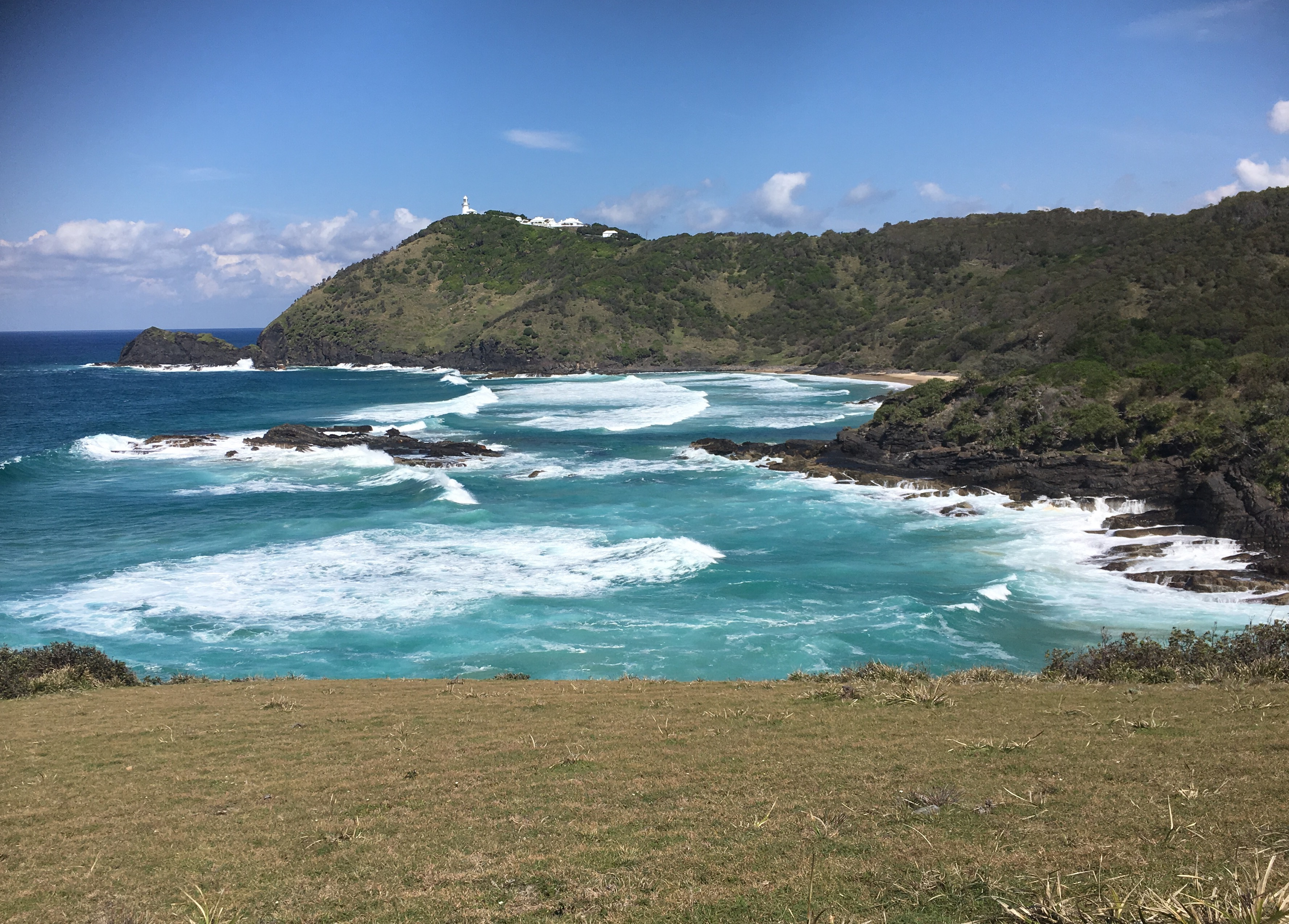
Vue du cap Smoky en 2017

Cap Smoky (« cap enfumé » en français) est un cap situé en Nouvelle-Galles du Sud en Australie. Il se trouve juste à l'est de la ville de South West Rocks et dans le parc national de Hat Head.

## Le cap
Le cap a été nommé ainsi par le capitaine Cook quand il l'a croisé le 13 mai 1770, et pour lequel il nota « un cap ou un promontoire, sur lequel des incendies provoquaient une grande quantité de fumée ce qui lui a valu son nom de Smooky Cap ». Le terme Smooky, orthographe habituelle de enfumé à l'époque, a suivi l'orthographe moderne et est devenu Smoky. Les collines étaient un important lieu de rencontre pour les peuples autochtones des diverses régions avoisinantes et il est possible que Cook ait vu les feux d'un tel rassemblement. 
La construction d'un phare a été proposée sur le cap en 1886 et il a été achevé en 1891. Connu comme le phare de cap Smoky il est de forme octogonale, fait en béton et en granit local et situé au point culminant du cap.

## Fish Rock
Fish Rock est un petit rocher nu qui s'avance dans la mer, juste au sud-est du cap. C'est un lieu de plongée sous-marine qui abrite de nombreuses espèces de poissons. Une grotte de 120 mètres de profondeur passe juste sous la roche et il y a de nombreux bas-fonds à proximité où vivent des requins-taureaux. La zone est l'une de la douzaine de sites de Nouvelle Galles du Sud considérés comme indispensables pour le requin et c'est la raison pour laquelle la pêche y est restreinte, mais le requin y est toujours pêché. 